# Malersaal (Dresden)

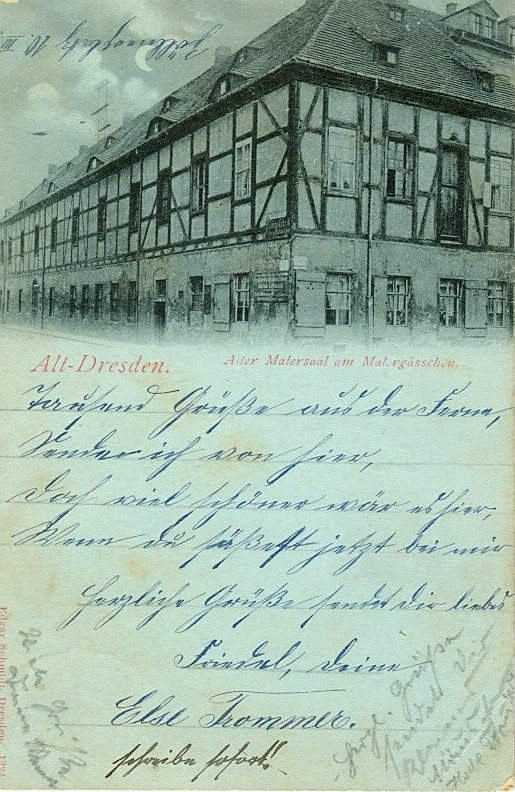
Alter Malersaal am Malergässchen

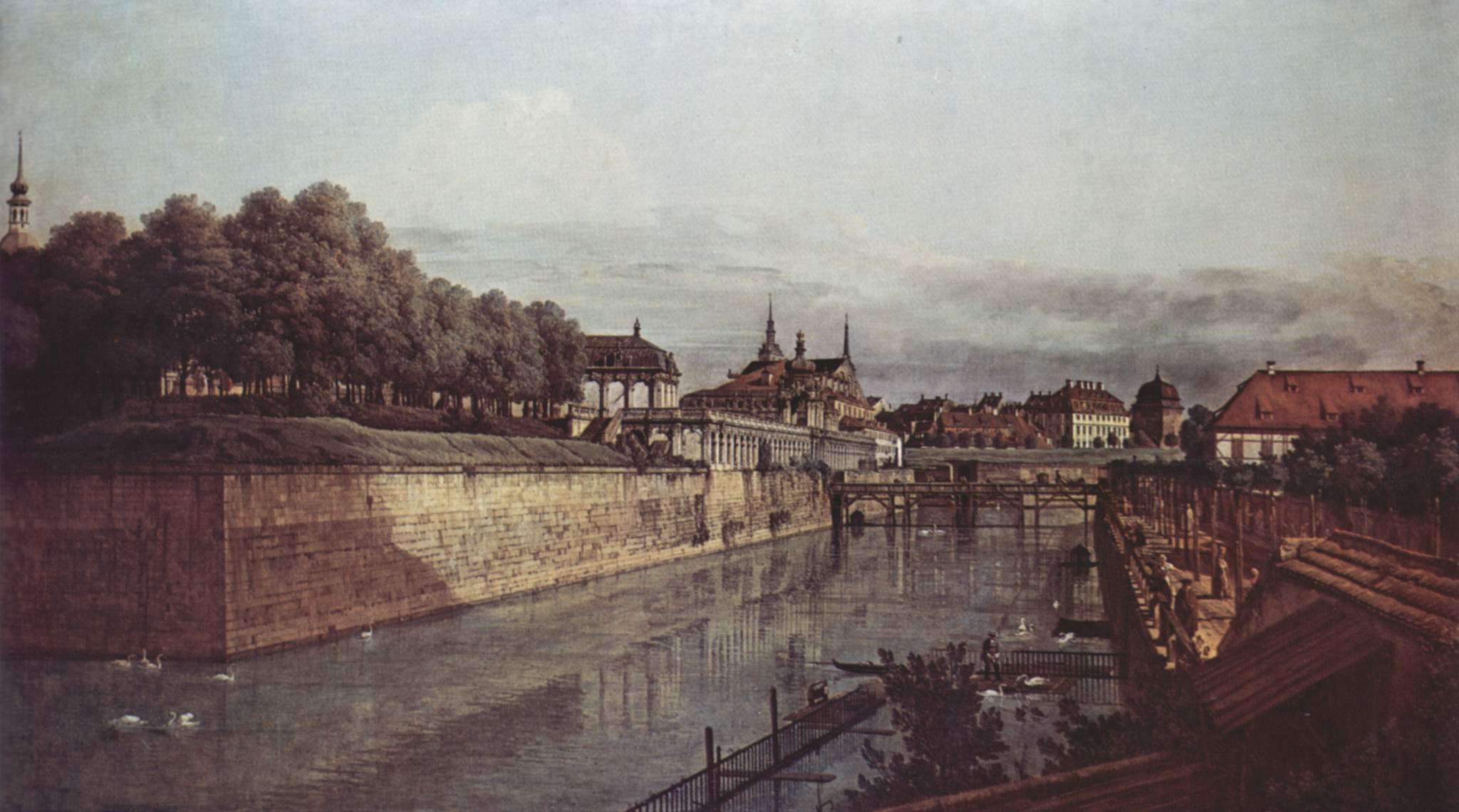
Der Malersaal (am rechten Bildrand) auf einem Gemälde von Canaletto

Der Malersaal war ein Gebäude in Dresden. Es befand sich in der Wilsdruffer Vorstadt auf ganzer Länge an der nördlichen Seite des Malergäßchens, die östliche Giebelwand zeigte zur Ostra-Allee. Das Gebäude existierte bis 1902 und wurde dann ersatzlos abgebrochen. Das Grundstück erwarb im gleichen Jahr die Innung der Dresdner Kaufmannschaft für 130.000 Mark und errichtete hier ab 1912 den ersten Bauabschnitt des neuen Hauses der Dresdner Kaufmannschaft.

## Bau und Nutzung
Der Malersaal wurde im Jahr 1739 errichtet. Er diente der Herstellung und Aufbewahrung von Theater-Dekorationsstücken vor allem für das gegenüberliegende, von Pöppelmann direkt an den südwestlichen Eckpavillons des Zwingers errichtete und 1719 eröffnete Opernhaus am Zwinger. Es handelte sich um ein einfaches, zweistöckiges Fachwerkgebäude mit einem hohen, von zahlreichen Fledermausgauben (auch Ochsenaugen genannt) durchsetzten Dach. Auf Canalettos Gemälde „Der alte Wassergraben des Zwingers, von der Orangerie Richtung Stadt aus gesehen“ ist der Malersaal am rechten Bildrand gut erkennbar.
In den Jahren von 1760 bis 1769 erfuhr der Malersaal neben seiner eigentlichen Funktion eine andere Nutzung. Wegen der Zerstörungen der Annenkirche im Siebenjährigen Krieg diente er in dieser Zeit als Interimskirche für die Annenkirchgemeinde.
Mit dem Ende des Opernhauses am Zwinger in den Revolutionstagen von 1849 und der Errichtung der Operngebäude auf dem Theaterplatz war die Lage des Malersaals für die gedachten Zwecke nicht mehr optimal, er verfiel zusehends.
1902 schließlich wurde das Gebäude abgebrochen, der Malersaal befand sich anschließend im Hoftheater-Requisitengebäude auf der Devrientstraße 16.